# Rohr (Aarau)
Rohr è una frazione di 3 313 abitanti del comune svizzero di Aarau, nel Canton Argovia (distretto di Aarau).

## Geografia fisica
Il borgo dista 4 km dal capoluogo comunale e appena 45 km da Zurigo

## Storia

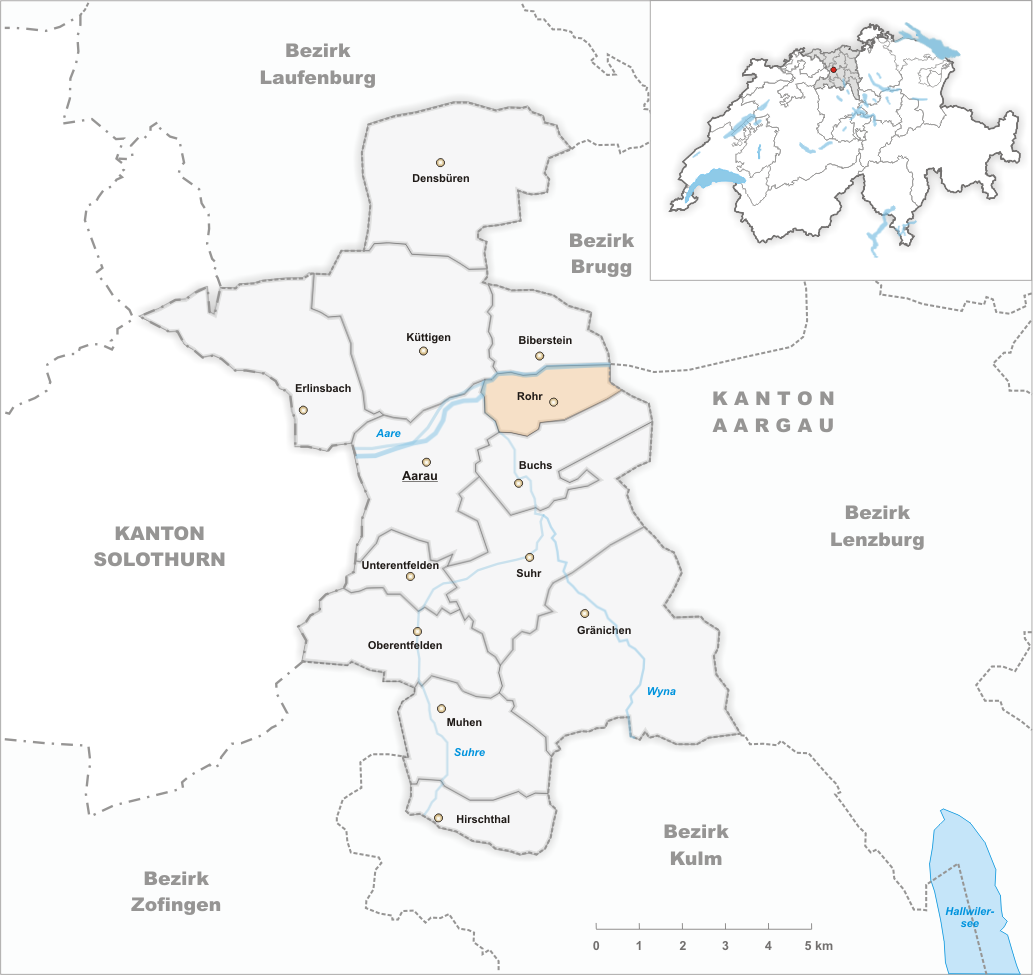
Il territorio del comune di Rohr prima degli accorpamenti comunali del 2010

Già comune autonomo istituito nel 1810 per scorporo dal comune di Suhr, nel 2010 è stato aggregato al comune di Aarau.

## Monumenti e luoghi d'interesse

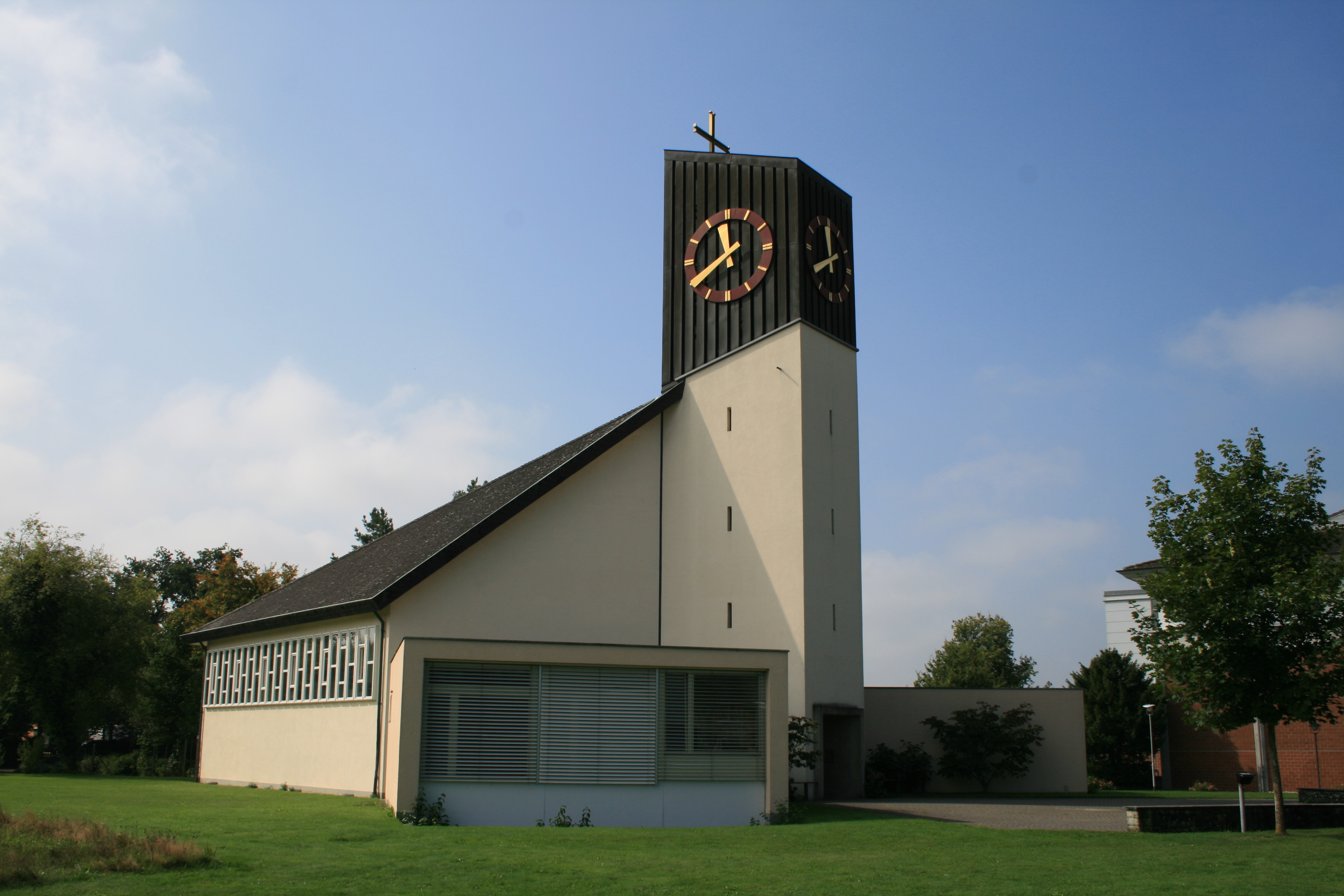
La chiesa riformata

- Chiesa riformata, eretta nel 1960[1].

## Società

### Evoluzione demografica
L'evoluzione demografica è riportata nella seguente tabella:
Abitanti censiti

## Amministrazione
Ogni famiglia originaria del luogo fa parte del cosiddetto comune patriziale e ha la responsabilità della manutenzione di ogni bene ricadente all'interno dei confini del comune.